# ارين ودكوك
ارين ودكوك (بالإنجليزية: Warren Woodcock)‏ هو لاعب كرة مضرب أسترالي، ولد في 22 سبتمبر 1936.

## وصلات خارجية
- ارين ودكوك على موقع رابطة محترفي التنس (الإنجليزية)
- ارين ودكوك على موقع أرشيف التنس.كوم (الإنجليزية)
- ارين ودكوك على موقع بطولة ويمبلدون (الإنجليزية)